# Krystyna Kofta
Krystyna Bogumiła Kofta (ur. 23 grudnia 1942 w Poznaniu) – pisarka, polonistka, plastyczka i felietonistka.

## Życiorys

### Edukacja
Ukończyła Liceum Plastyczne im. Piotra Potworowskiego w Poznaniu. Przez rok studiowała malarstwo na Uniwersytecie Mikołaja Kopernika w Toruniu. Jest absolwentką filologii polskiej na Uniwersytecie im. Adama Mickiewicza w Poznaniu.

### Kariera
Debiutowała w 1976 opowiadaniem Lustro, które opublikowane zostało na łamach „Kultury”. Od tego czasu znana jest jako autorka powieści i opowiadań oraz książek publicystycznych, często dotyczących problematyki kobiecej i relacji damsko-męskich. Krystyna Kofta pisała również książki dla dzieci „Mój brat”, „Malowanie”, „Istota”. Tworzy również scenariusze filmowe oraz dramaty. Na podstawie Lewa, wspomnienie prawej, najbardziej osobistej z jej książek, powstał monodram w reżyserii Tomasza Obary, wystawiany przez Teatr im. Wilama Horzycy w Toruniu. wykonywany przez aktorkę Teresę Stępień-Nowicką. Grany m.in. w Centrum Onkologii w Warszawie a ostatnio wystawiany w Budapeszcie.
Za teatr radiowy Stare wiedźmy (z Danutą Szaflarską) otrzymała Grand Prix na Festiwalu „Dwa Teatry – Sopot 2008”.
Współpracuje z czasopismami „Twój Styl” w którym publikuje swoje felietony. Pisuje o literaturze do pisma „Nowe Książki”. Publikuje też felietony na portalu Koduj24.pl.
Wystawiała swoje prace plastyczne w Poznaniu i Warszawie.

### Działalność społeczna
Maluje, rysuje, bloguje i pasjonuje się polityką. Feministka społeczna, broni kobiet chorych, pokrzywdzonych, doświadczających przemocy. Pomysłodawczyni Marszu Pand – akcji mającej na celu doprowadzenie do podpisania Konwencji Anytyprzemocowej. Wraz z grupą kobiet z Kongresu Kobiet uczestniczyła w rozmowach z min. Sikorskim.
Od wielu lat bierze aktywny udział w akcjach profilaktyki raka piersi. Współpracuje z fundacjami i organizacjami. Propaguje profilaktykę raka piersi m.in. w środowisku lekarzy. Mówi o trudnych relacjach lekarza i pacjenta.
Została członkiem kapituły ustanowionej w 2013 Nagrody Newsweeka im. Teresy Torańskiej.

### Życie prywatne
Jest żoną profesora psychologii Mirosława Kofty (brata Jonasza Kofty), matką nauczyciela biologii Wawrzyńca. Od 1973 mieszka w Warszawie.

## Twórczość

### Powieści
- Suki (2015)
- Fausta (2010)
- Chwała czarownicom (2002)
- Krótka historia Iwony Tramp (2001)
- Złodziejka pamięci (1998)
- Sekretny dziennik Melanii R (1997)
- Ciało niczyje (1988)
- Pawilon małych drapieżców (1988)
- Wióry (1980, wyd. zmienione 2006)
- Wizjer (1978, debiut)

### Opowiadania
- Zachcianki. Dziesięć zmysłowych opowieści (opowiadanie, 2012)
- Nocna koszula mojej matki [w:] Autor przychodzi wieczorem [2012]
- Kobieta z bagażem (2009)
- Wakacje Pana Tuliszki [w:] Wakacyjna miłość (2008)
- Diabeł, stróż grzesznej dziewczynki [w:] Pikanterie. Opowiadania miłosne (2006)
- Królowa Fryzjerek [w:] Wszystkie dni lata (2005)
- Wielką miłość tanio sprzedam (2003)
- Sezon na papierówki (2003)
- Człowiek, który nie umarł (1990)

### Książki dla dzieci
- Mój brat (1973)
- Istota
- Malowanie (przedruk [w:] Język polski. Między nami. podręcznik szkolny)

### Utwory dramatyczne, scenariusze
- Stare wiedźmy (2007) (słuchowisko radiowe)
- Pępowina (1999) wystawiany m.in. w Teatrze Ateneum w Warszawie, Teatrze im. Stefana Jaracza w Łodzi; wyróżnienie na Festiwalu we Wrocławiu
- Salon profesora Mefisto (1993) wystawiany w Teatrze we Frankfurcie nad Odrą

### Scenariusze filmowe
- Lubię nietoperze reż. Grzegorz Warchoł (1985)
- Femina reż. Piotr Szulkin (1990)
- Pępowina reż. Piotr Szulkin; (1992) Teatr Telewizji, TVP2; w roli głównej Nina Andrycz.

### Publicystyka
- My czy ja i ty?, czyli moje na wierzchu (2020)
- Gdyby zamilkły kobiety #Nigdy (2019)
- W szczelinach czasu. Intymnie o Peerelu (2018)
- Mała encyklopedia małżeńska (2012)
- Lewa, wspomnienie prawej. Dziesięć lat później (2014)
- Jak zdobyć i utrzymać mężczyznę. Nowe spojrzenie (2011)
- Monografia grzechów: Z dziennika 1978–1989 (2006)
- Gdyby zamilkły kobiety (2005)
- Lewa, wspomnienie prawej (2003)
- Wychowanie seksualne dla klasy wyższej, średniej i niższej (2000)
- Harpie, piranie, anioły (z Małgorzatą Domagalik, 1997)
- Jak zdobyć, utrzymać i porzucić mężczyznę (1992)

#### Publicystyka raka piersi
- Na etacie „gwiazdy” raka piersi [w:] Rozmowy o raku piersi, red. Edyta Zierkiewicz
- Mitologia raka piersi [w:] Kobieta i (b)rak. Wizerunki raka piersi w kulturze, red. Edyta Zierkiewicz, Alina Łysak

## Odznaczenia
- Krzyż Kawalerski Orderu Odrodzenia Polski (2003)[6]
- Bursztynowy Łuk Amazonek (2007)
- Srebrny Medal „Zasłużony Kulturze Gloria Artis” (2009)[7]